# Fódla
Nella mitologia irlandese, Fódla (poi Fódhla, Fóla), figlia di Ernmas dei Túatha Dé Danann, era una delle dee patrone d'Irlanda. Suo marito era Mac Cecht. Con le sorelle Banba and Ériu formava un'importante triade di dee. Quando i milesi giunsero dalla Spagna ciascuna delle tre sorelle chiese che al paese fosse dato il suo nome. Ériu (visto Éire, 'Éirinn', in inglese Erin) sembra aver vinto, anche se i poeti dicono che tutte raggiunsero e quindi Fodhla è a volte usato come nome letterario dell'Irlanda, come anche Banba. Potrebbe trattarsi di un equivalente di Mórrígan.
La marina militare irlandese ha chiamato in suo onore la dragamine LÉ Fola.